# Нель-ла-Валле
Нель-ла-Валле (фр. Nesles-la-Vallée) — муниципалитет во Франции, в регионе Иль-де-Франс, департамент Валь-д'Уаз. Население — 1 829 человек (1999). Муниципалитет расположен на расстоянии около 34 км севернее Парижа, 14 км северо-восточнее Сержи.

## Демография
Динамика населения (Cassini и INSEE):